# Cisza (album Eye for an Eye)
CISZA – czwarty album zespołu Eye for an Eye wydany 9 września 2008 roku przez Pasażera.

## Lista utworów
Źródło
1. „Intro”
2. „Strach”
3. „Stracony czas”
4. „Tysiąc mil stąd”
5. „Daj głos”
6. „Niemoc”
7. „Podobni”
8. „Morituri Te Salutant”
9. „Wysypisko”
10. „Znak”
11. „Jeden człowiek”
12. „Strach (remix)”

## Twórcy

### Skład zespołu
- Anna Świstak – śpiew
- Tomasz Świstak – gitara, chórki
- Szymon Szkucik – gitara basowa, chórki
- Rafał "Wiśnia" Wiśniewski – perkusja, chórki

### Udział gościnny
- Jacek "ZxRx" Radomski – śpiew w utworach 2 i 6
- Marcin Kiełbaszewski – chórki